# Chicholi
Chicholi é uma vila no distrito de Nagpur, no estado indiano de Maharashtra.

## Geografia
Chicholi está localizada a 21° 28′ N, 79° 41′ L. Tem uma altitude média de 306 metros (1003 pés).

## Demografia
Segundo o censo de 2001, Chicholi tinha uma população de 18,474 habitantes. Os indivíduos do sexo masculino constituem 52% da população e os do sexo feminino 48%. Chicholi tem uma taxa de literacia de 79%, superior à média nacional de 59.5%; a literacia no sexo masculino é de 83% e no sexo feminino é de 74%. 12% da população está abaixo dos 6 anos de idade.